# Henrik Sundström
Henrik Sundström (* 29. Februar 1964 in Lund) ist ein ehemaliger schwedischer Tennisspieler. Heute ist er im Immobiliengeschäft und als Kulturmanager tätig.

## Leben

### Karriere
In seiner Profikarriere gewann er insgesamt fünf Tennisturniere, darunter 1984 die die Monte Carlo Masters und die Swedish Open. Bei den German Open stand er 1984 und 1985 jeweils im Finale, musste sich aber Juan Aguilera beziehungsweise Miloslav Mečíř geschlagen geben.
Seine höchste Position in der ATP-Weltrangliste erreichte er 1984 mit Platz 6.
Mit der schwedischen Mannschaft gewann er darüber hinaus 1984 und 1985 den Davis Cup.
Seit 1985 litt er zunehmend unter Rückenproblemen. Seit 1986 spielte er kaum noch und musste schließlich seine leistungssportliche Laufbahn 1989 verletzungsbedingt beenden.

### Nach dem Sport
Nach der Tenniskarriere nahm Sundström eine Tätigkeit im Immobiliengeschäft auf. Darüber hinaus ist er in Hennickendorf im Bundesland Brandenburg Geschäftsführer einer gemeinnützigen Fördergesellschaft, die ehemalige Anlagen des Zementwerkes Rüdersdorf, u. a. das ehemalige Kraftwerk, für kulturelle Zwecke nutzt. Seit 2004 organisiert er die Stienitzsee Open, eine Laufveranstaltung, bei der die Sportler unterwegs auf von regionalen Künstlern gestaltete Kunstobjekte treffen. Sundström beschäftigt sich auch theoretisch mit den Verknüpfungen von Kunst und Sport. Sein Vorbild ist das Heilkonzept der US-amerikanischen Mayo Clinic. Danach sollen Therapie und Freizeitgestaltung als Hilfestellung zum Wohlbefinden dienen.

### Privates
Sundström lebt heute in Monaco und ist mit einer Monegassin verheiratet. Das Paar hat zwei Kinder. In seiner Jugend war Sundström auch ein talentierter Klarinettist.

## Auszeichnungen
- 1984: Weltmannschaft des Jahres mit der schwedischen Davis-Cup-Mannschaft bei der Wahl der Gazzetta dello Sport (gemeinsam mit Stefan Edberg, Anders Järryd und Mats Wilander)

## Erfolge
| Legende (Anzahl der Siege)                            |
| Grand Slam                                            |
| Tennis Masters Cup                                    |
| ATP Masters Series (1)                                |
| ATP Championship Series ATP International Series Gold |
| ATP World Series ATP International Series (4)         |
| ATP Challenger Tour (3)                               |

| ATP-Titel nach Belag |
| Hartplatz            |
| Sand (5)             |
| Rasen                |
| Teppich              |

### Einzel

#### Turniersiege

##### ATP Tour
| Nr. | Datum          | Turnier     | Belag | Finalgegner      | Ergebnis      |
| --- | -------------- | ----------- | ----- | ---------------- | ------------- |
| 1.  | 21. März 1983  | Nizza       | Sand  | Manuel Orantes   | 7:5, 4:6, 6:3 |
| 2.  | 2. April 1984  | Bari        | Sand  | Pedro Rebolledo  | 7:5, 6:4      |
| 3.  | 16. April 1984 | Monte Carlo | Sand  | Mats Wilander    | 6:3, 7:5, 6:2 |
| 4.  | 16. Juli 1984  | Båstad      | Sand  | Anders Järryd    | 3:6, 7:5, 6:3 |
| 5.  | 11. Juni 1986  | Athen       | Sand  | Francisco Maciel | 6:0, 7:5      |

##### Challenger Tour
| Nr. | Datum            | Turnier   | Belag | Finalgegner     | Ergebnis      |
| --- | ---------------- | --------- | ----- | --------------- | ------------- |
| 1.  | 28. Februar 1983 | Kairo     | Sand  | Juan Avendaño   | 6:7, 6:2, 6:0 |
| 2.  | 7. März 1983     | Tunis (1) | Sand  | Thierry Tulasne | 6:3, 6:4, 6:2 |
| 3.  | 26. März 1984    | Tunis (2) | Sand  | Thierry Tulasne | 6:1, 6:4      |

#### Finalteilnahmen
| Nr. | Datum              | Turnier     | Belag | Finalgegner    | Ergebnis                |
| --- | ------------------ | ----------- | ----- | -------------- | ----------------------- |
| 1.  | 12. Juli 1982      | Båstad      | Sand  | Mats Wilander  | 4:6, 4:6                |
| 2.  | 25. April 1983     | Madrid      | Sand  | Yannick Noah   | 6:3, 0:6, 2:6, 4:6      |
| 3.  | 19. September 1983 | Genf (1)    | Sand  | Mats Wilander  | 6:3, 1:6, 3:6           |
| 4.  | 9. April 1984      | Nizza       | Sand  | Andrés Gómez   | 1:6, 4:6                |
| 5.  | 7. Mai 1984        | Hamburg (1) | Sand  | Juan Aguilera  | 4:6, 6:2, 6:2, 4:6, 4:6 |
| 6.  | 17. September 1984 | Genf (2)    | Sand  | Mats Wilander  | 6:3, 1:6, 3:6           |
| 7.  | 29. April 1985     | Hamburg (2) | Sand  | Miloslav Mečíř | 4:6, 1:6, 4:6           |
| 8.  | 19. Mai 1986       | Florenz     | Sand  | Andrés Gómez   | 3:6, 4:6                |

### Doppel

#### Finalteilnahmen
| Nr. | Datum              | Turnier | Belag | Partner         | Finalgegner                  | Ergebnis      |
| --- | ------------------ | ------- | ----- | --------------- | ---------------------------- | ------------- |
| 1.  | 10. September 1984 | Palermo | Sand  | Claudio Panatta | Tomáš Šmíd Blaine Willenborg | 7:6, 3:6, 0:6 |